# Gymnothorax bacalladoi
Espèce
Gymnothorax bacalladoi est une espèce de poissons de la famille des murènes.